# ألعاب الفيديو في تركيا
ألعاب الفيديو في تركيا هي صناعة ضخمة وهواية في تركيا تشمل إنتاج وبيع واستيراد وتصدير ولعب ألعاب الفيديو.

## إحصائيات السوق
وبلغت قيمة تركيا 464 مليون دولار في عام 2015, بينما في عام 2016 بلغت 755 مليون دولار وعائدات 332.5 مليون دولار من الألعاب وألعاب الجوال, والباقي تم الحصول عليها من الكمبيوتر أثناء لعبة الكونسول. تنمو تركيا بنسبة 7.2 ٪ مقارنة بالعام السابق, وعائدات الألعاب عبر الإنترنت في عام 2016, وتحتل المرتبة 16 في العالم في كل من أجهزة الكمبيوتر المحمولة وأجهزة التحكم.

## ألعاب احترافية
تتمتع تركيا بحضور في سوق الرياضات الإلكترونية الاحترافية, وخاصة في ليغ أوف ليجيندز والألعاب الأخرى التي أنشأتها شركة ريوت غيمز.
وجد فريق E-Sport أن سوق أكثر من عشرة محترفين من أكثر من أربعة آلاف في تركيا مرخصون أيضًا للرياضيين الإلكترونيين. كما تدخلت بشيكتاش والنوادي الرياضية التقليدية, وانضمت نوادي رياضية أخرى, وخاصة غلطة سراي وفنربخشة, إلى سوق الرياضة الإلكترونية.
اتحاد الألعاب الرقمية في تركيا في عام 2011 إذا تم إغلاق المؤسسة في عام 2013. بدأ تمثيل الفروع الرياضية في تركيا, اعتماداً على مستوى اتحاد asbaşkanlık, ارتفعت صناعة الألعاب الرقمية إلى اتحاد الرياضات الإلكترونية في تركيا مرة أخرى في 24 أبريل 2018 مع إنشاء مستوى الاتحاد.

## نظام التصنيف
في تركيا, يتوفر أيضاً نظام تصنيف محتوى ألعاب الفيديو نظراً لعدم وجود أساس قانوني حول هذا الموضوع في وحدة متخصصة. في عام 2006, تم أيضًا إجراء ترتيبات لتسجيل وتسجيل الملكية الفكرية حول تنظيم «ألعاب الكمبيوتر» لوضع العلامات باستخدام نظام تصنيف المحتوى الذي تم تنفيذه لألعاب الفيديو للأفلام والتلفزيون في سوق تركيا مع هذه العلامة. على الرغم من أن المعايير المستخدمة لوضع العلامات غير مؤكدة, إلا أن هذه الطريقة لا تُطبق إلا على المنتجات المباعة فعليًا, ولا توجد آلية تحكم لألعاب الفيديو التي يتم الحصول عليها من خلال التوزيع الرقمي.
مع اللائحة الخاصة بموفري الاستخدام الجماعي للإنترنت, التي دخلت حيز التنفيذ في عام 2009, فإن عادة المخدرات أو المنشطات, والتوجه الانتحاري, والاعتداء الجنسي, والفحش, والدعارة, والعنف, والقمار, وما إلى ذلك, صالحة فقط في أماكن العمل. يحظر ممارسة الألعاب التي قد تسبب آثاراً سلبية. على الرغم من عدم وجود مؤسسة تصنيف, بناءً على هذه اللائحة, يمكن لوزارة الداخلية حظر الألعاب.